# 阿部薫 (ドラマー)
阿部 薫（あべ かおる、1959年1月11日 - ）は、日本のドラマー、スタジオ・ミュージシャン、写真家。東京都港区新橋出身。男性。

## 人物・来歴
3歳まで父の働く新橋の会社兼寮で暮らし、後に神奈川県へ移住。父はクラシックギターを弾いていたこともあり、クラシックのレコードが耳に入って音楽に親しむ環境にて育つ。
父親の影響でギターを弾くようになり、中学3年生の頃、テレビでエルビス・プレスリーのハワイの衛星中継を観て、ロニー・タットに影響を受け、友人宅にあったドラムセットに初めて触れ、幼い頃からベンチャーズやモンキーズ、プレスリーのレコードを聴きながら、菜箸を持って鍋や鍋蓋を叩くまねをしていたせいか無難に叩けた。
高校入学と同時に両親にドラムセットを買ってもらい、以来ドラムに没頭、高校時代には体育会系のクラブを転々とし、ギター部に入る。
高校卒業後、大学進学も就職する気もなく、楽器店でアルバイトしていたが、1979年に、知人であった青山純が山下達郎のバックバンド・メンバーであったため紹介され、山下の「RIDE ON TOUR」のドラム・ローディーとして業界入り。以後、数多くのサポートドラマー、レコーディングを務め、その傍ら、幼少時代から写真、カメラを趣味としており、椎名へきるや木根尚登、及川光博などの会報、カレンダーなどの撮影もしている。及川とのコラボレーションで作られた詩集「うたかた。」に写真を提供している。また、ツアー・ドキュメントDVDなどの制作もしている。

## ツアーサポート、レコーディング参加
- 山下達郎
- 国分友里恵
- 村田和人
- 杏里
- 水越けいこ
- 佐藤隆
- 矢沢永吉
- 五輪真弓
- 中山美穂
- 本田美奈子.
- 麗美
- 工藤静香
- Wink
- 河田純子
- 久保田利伸
- TM NETWORK
  - 小室哲哉
  - 宇都宮隆
  - 木根尚登
- B'z
- 槇原敬之
- 角松敏生
- tohko
- 未来玲可
- access
- TRF
- globe
- KEIKO
- 野猿
- 浜崎あゆみ
- 安室奈美恵
- 椎名へきる
- 清木場俊介
- 及川光博
- SOUL'd OUT
- 水樹奈々
- Sound Horizon
- Linked Horizon
- 宇多田ヒカル
- NOIZ

## エピソード
中学2年生のとき、福岡県から元読売ジャイアンツ監督の原辰徳が、父親の東海大相模高校野球部監督就任により、転校してきて同級生になる。
愛称は「べーあん」。「べーやん」と間違って呼ばれることもあるが「あべ」を、業界用語のように逆に読んだ呼び方なので「べーあん」が正しい。本人はどちらでもいいと思っている。ちなみに、主にTM NETWORKの宇都宮隆及びサポート・メンバーから「ベー」とも呼ばれることもあり、Winkの2人からは「あべっち」と呼ばれていた。
TM NETWORKとの関わりは深く、村田和人のサポートで小室哲哉と知り合ったのがきっかけ。TM NETWORKのデビューのきっかけとなったフレッシュサウンズコンテストで、サポート・ドラムを務めている。基本的に目立ちたがりの性格であり、EXPOツアーの1コーナーでは　2曲ボーカルを担当した。当ツアー終了後、メタルパビリオン、フォークパビリオンの部分だけを再現したイベントがライブハウスで開催され、1時間以上ボーカルを務めた。
TM NETWORKではCAROLツアーからサポートメンバーとして加入、それまで担当していたドラムの山田亘がサポートを離れたため、小室哲哉が阿部に白羽の矢を立てた。その理由として当時、レコーディングでロンドンにいた小室が、メンバー間での会話中に、久しく会っていなかった阿部の話題が上がり、近況確認を兼ね、ロンドンから国際電話をして依頼をしたが、電話がかかってきた時は深夜3時ということもあり、阿部は寝ぼけた状態でツアー参加を即答したというエピソードがある。
松本孝弘とはTM NETWORKのサポートで知り合う。阿部の実力を高く評価した松本はB'zのアルバム『BREAK THROUGH』のレコーディングやツアーでも参加を依頼し、RISKYツアーにも参加を強く希望したが、彼はTMNの『RHYTHM RED』ツアーに参加することが決まっていたため参加できなかった。その上、合間を縫ってWinkや槇原敬之のライブにも参加しており、どうしてもスケジュールが合わない。松本はTMとの恩義を優先し、彼の参加を断念したといわれている。
以前あるアーティストのライブで、最初の数曲はバラードが続き出番がなかったため阿部は居眠りをする。目が覚めたときは自分が入る部分を過ぎてしまっており、慌ててコソコソ叩き出して上手く誤魔化したエピソードもある。
1997年には、東芝EMIからソロシングル『Night Eyes 〜タフィの瞳〜』、アルバム『心に太陽』をリリースしている。このアルバムのキャッチコピーは、「TMファミリー最後の小物」。これは　同じサポートメンバーだった葛城哲哉がソロデビューした際のキャッチコピー「TMファミリー最後の大物」を受けたものである。